# بیمارستان چو ری
بیمارستان چو ری (به لاتین: Cho Ray Hospital) یک بیمارستان در ویتنام است که در هوشی‌مین واقع شده است.